# Карлос Рестрепо (футбольний тренер)
Карлос Альберто Рестрепо Ісаса (ісп. Carlos Alberto Restrepo Isaza, нар. 5 березня 1961, Медельїн) — колумбійський тренер.

## Біографія
У віці 20 років через травму вимушений був завершити кар'єру гравця та розпочав кар'єру тренера. На початку кар'єри тренував молодіжні склади різноматніх колумбійських клубів. 
У 1992 очолив футбольний клуб «Онсе Кальдас», прийняв команду середняком вищого дивізіону Колумбії, а наступного сезону здобув срібні нагороди чемпіонату.
У 1995 здобув золоті нагороди чемпіонату з клубом «Хуніор де Барранкілья». Надалі Карлос майже щороку змінював команду, але такого успіху, як в попередніх командах не досягав.
З 2002 переїхав до Коста-Рики, де пропрацював десять років. 2004 року під його керівництвом чемпіоном Коста-Рики стає «Перес Селедон». Інший коста-риканський клуб «Пунтаренас» здобув срібні медалі чемпіонату в 2009 році.
Після сезону в Гондурасі, де очолював столичний клуб «Олімпія», частину сезону 2011 втретє очолював «Перес Селедон».
З 2012 по 2016 роки очолював молодіжну збірну Колумбії, а з 2015 по 2016 головний тренер олімпійську збірну Колумбії, яка була учасником футбольного турніру на Олімпійських іграх 2016 року у Ріо-де-Жанейро. Згодом три роки тренував гондураські команди «Олімпія» та «Реал Еспанья», після чого по сезону очолював коста-риканський клуб «Сан-Карлос» та колумбійський «Хагуарес де Кордова».

## Досягнення
«Хуніор де Барранкілья»
- Категорія Прімера A (1): 1995

«Олімпія»
- Чемпіон Гондурасу (1): 2009 Клаусура

«Перес Селедон»
- Чемпіон Коста-Рики (1): 2004 Апертура

Колумбія
- Чемпіон Південної Америки (U-20): 2013
- Переможець Боліваріанських ігор: 2013